# Eumonoicomyces
Eumonoicomyces Thaxt. – rodzaj grzybów z rzędu owadorostowców (Laboulbeniales). Grzyby mikroskopijne, pasożyty stawonogów, głównie owadów (grzyby entomopatogeniczne).

## Systematyka
Pozycja w klasyfikacji według Index Fungorum: Eumonoicomyces, Laboulbeniaceae, Laboulbeniales, Laboulbeniomycetidae, Laboulbeniomycetes, Pezizomycotina, Ascomycota, Fungi.
Takson ten w 1901 r. utworzył Roland Thaxter.

## Gatunki
Index Fungorum w 2020 r. wymienia 5 gatunków tego rodzaju. W Polsce ich występowanie jest jeszcze słabo zbadane. Tomasz Majewski, jedyny polski mykolog zajmujący się nimi na szerszą skalę, do 2003 r. wymienił jeden gatunek występujący w Polsce – Eumonoicomyces papuanus.
- Eumonoicomyces argentinensis Speg. 1912
- Eumonoicomyces californicus Thaxt. 1901
- Eumonoicomyces invisibilis (Thaxt.) Thaxt. 1901
- Eumonoicomyces papuanus Thaxt. 1901
- Eumonoicomyces platystethi Thaxt. 1931

Nazwy naukowe według Index Fungorum. Wykaz gatunków według T. Majewskiego.